# Bešeňová (zbiornik wodny)
Bešeňová (słow. Vodná nádrž Bešeňová) – sztuczny zbiornik wodny w dolinie Wagu, koło wsi Bešeňová. Znajduje się na Kotlinie Liptowskiej. Powstał w latach 1971–1975 poprzez przegrodzenie tamą toku rzeki Wag poniżej (ok. 1,5 km na zachód) wielkiej zapory, tworzącej zbiornik Liptovská Mara, jako zbiornik wyrównawczy dla tejże zapory.
Maksymalna wysokość lustra wody w zbiorniku wynosi 527,5 m n.p.m. i znajduje się o kilkanaście metrów powyżej położonej u stóp zapory wsi Bešeňová. Maksymalna głębokość wody – ok. 11 m. Do zbiornika uchodzą od strony południowej potoki Ľupčianka i Malatínka. Koroną tamy zbiornika Beszeniowa poprowadzono tory nowego fragmentu linii kolejowej Kraľovany – Poprad, będącej częścią historycznej Kolei Koszycko-Bogumińskiej oraz lokalną drogę. Ze względu na charakter zbiornika i znaczne wahania poziomu wody nie jest on dopuszczony do celów rekreacyjnych.